# Lemuel Ayers
Lemuel Ayers (New York, 22 gennaio 1915 – New York, 14 agosto 1955) è stato un costumista, scenografo, produttore teatrale e regista statunitense.

## Biografia
Dopo gli studi a Princeton, Lemuel Ayers ebbe una prolifica carriera a Broadway tra il 1939 e la sua morte nel 1955, durante la quale curò le scenografie e/o i costumi di quaranta opere di prosa e musical. Fu lo scenografo e il costumista delle produzioni originali di Oklahoma! e Kiss Me, Kate, per cui vinse due Tony Award nella sua duplice veste di costumista e produttore.

## Filmografia
- Ziegfeld Follies (1945)

## Teatro

### Prosa
- Journey's End, di Robert Cedric Sherriff, regia di Leonard Sillman (1939) – scenografo
- They Knew What They Wanted, di Sidney Howard, regia di Robert Ross (1939) – scenografo
- Eight O'Clock Tuesday, di Robert Wallsten e Mignon G. Eberhart, regia di Luther Greene (1941) – scenografo
- They Walk Alone, di Max Catto, regia di Berthold Viertel (1941) – scenografo e costumista
- Come vi piace, di William Shakespeare, regia di Eugene S. Bryden (1941) – scenografo e costumista
- Macbeth, di William Shakespeare, regia di Margaret Webster (1941) – costumista
- Angel Street, di Patrick Hamilton, regia di Shepard Traube (1941) – scenografo e costumista
- Plan M, di James Edward Grant, regia di Marion Gering (1942) – scenografo
- Autumn Hill, di Norma Mitchell e John Harris, regia di Ronald T. Hammond (1942) – scenografo
- The pirate, di S. N. Behrman, regia di Alfred Lunt e John C. Wilson (1942) – scenografo
- Lifeline, di Norman Armstrong, regia di Dudley Digges (1942) – scenografo
- The Willow and I, di John Patrick, regia di Donald Blackwell (1942) – scenografo
- Harriet, di Florence Ryerson e Colin Clements, regia di Elia Kazan (1943) – scenografo
- Peepshow, di Ernest Pascal, regia di David Burton (1944) – scenografo
- Cyrano de Bergerac, di Edmond Rostand, regia di Mel Ferrer (1947) – scenografo e costumista
- See the Jaguar, di N. Richard Nash, regia di Michael Gordon (1952) – produttore, scenografo e costumista
- Pene d'amor perdute, di William Shakespeare, regia di Albert Marre (1953) – supervisore alla produzione
- Il mercante di Venezia, di William Shakespeare, regia di Albert Marre (1953) – scenografo e costumista
- Misalliance, di George Bernard Shaw, regia di Cyril Ritchard (1953) – supervisore alla produzione
- Camino Real, di Tennessee Williams, regia di Elia Kazan (1953) – scenografo

### Musical
- Oklahoma!, regia di Rouben Mamoulian (1943) – scenografo
- Song of Norway, regia di Charles K. Freeman (1944) – scenografo
- Bloomer Girl, regia di William Schorr (1944) – scenografo e disegno luci
- St. Louis Woman, regia di Rouben Mamoulian (1946) – scenografo e costumista
- Inside U.S.A., regia di Robert H. Gordon (1948) – scenografo
- Kiss Me, Kate, regia di John C. Wilson (1948) – produttore, scenografo e costumista
- Out of This World, regia di Agnes de Mille e George Abbott (1950) – produttore, scenografo e costumista
- Music in the Air, regia di Oscar Hammerstein II (1951) – scenografo
- My Darlin' Aida, regia di Charles Friedman (1952) – scenografo e costumista
- Kismet, regia di Albert Marre (1953) – scenografo e costumista
- The Pajama Game, regia di George Abbott e Jerome Robbins (1954) – scenografo e costumista